# 1909年大安的列斯群岛飓风
1909年大安的列斯群岛飓风（英語：1999 Greater Antilles hurricane）是1909年大西洋飓风季的最后一个热带气旋，在牙买加和海地造成重大破坏及人员伤亡。系统于11月上旬经大规模扰动天气发展而成，最早是11月8日在西南加勒比海出现，强度处于热带风暴下限。气旋缓慢向西北移动并逐渐增强，于11月11日晚掠过牙买加最东端后达到飓风强度。次日下午，风暴以持续风速每小时140公里强度从海地西北部登陆。进入大西洋上空后，飓风经进一步强化于11月13日达到风力时速165公里的最高强度。次日，风暴快速转变成温带气旋，最终被小安的列斯群岛东北方向的锋区吸收。
飓风及其前身都在牙买加降下暴雨，并以银山种植园降雨量最高，达2908毫米。极端的雨量引发大面积洪灾，导致该国30人遇难，损失数额达700万美元。海地也降下610毫米雨量，引发重大洪涝灾害，至少导致166人丧生，另有来源认为死亡人数可能有成百上千之多。

## 气象历史
1909年大安的列斯群岛飓风的起源已无法确定，但气象学界认系统源头很可能是11月上旬牙买加附近的大规模扰动天气:20。11月8日，巴拿马以北的西南加勒比海上空形成热带风暴，附近船只测得1004毫巴（百帕，29.68英寸汞柱）气压:19。气旋缓慢向东北移动并逐渐增强，这样的前进方向对于加勒比海的热带气旋来说很不寻常。11月10日，风暴的移动速度在朝牙买加逼近期间稳步提升，于次日晚以强烈热带风暴强度从该国最东端掠过，估计最高风速为每小时113公里。数小时后，气旋强度达到现代萨菲尔-辛普森飓风等级下的一级飓风标准。11月12日下午，风暴以持续风速每小时140公里强度登陆海地北部的西北省，但只在陆地上空短暂行进就进入大西洋并转向东北偏东，移动速度进一步加快。
11月13日清晨，气旋经进一步强化达到二级飓风标准，并达到风力时速165公里的最高强度。不过此时风暴正在海上，附近又没有船只，所以最低气压值无法测得:19。1999年，气象学家何塞·费尔南德斯-帕塔加斯（José Fernández-Partagás）经初步分析认为这场风暴的最高强度也没有达到飓风标准，属强烈热带风暴。但又有报告指出，费尔南德斯-帕塔加斯也难以确定风暴到底是否达到飓风强度。:21直至2004年2月，大西洋飓风数据库再分析计划在分析1909年大西洋飓风季的热带气旋时才认定气旋达到飓风标准。到了11月14日，风暴已开始减弱并转朝接近正西方向移动，并且很快就于当天转变成温带气旋，最终被小安的列斯群岛东北方向的锋区吸收:20。
| 降雨量 | 降雨量 | 风暴                | 地点       | 参     |
| 排名   | mm     | 风暴                | 地点       | 参     |
| ------ | ------ | ------------------- | ---------- | ------ |
| 1      | 3429.0 | 1909年11月飓风      | 银山种植园 | [ 6 ]  |
| 2      | 1524.0 | 1963年弗洛拉        | 银山       | [ 7 ]  |
| 3      | 1057.9 | 2011年米歇尔        |            | [ 8 ]  |
| 4      | 950.0  | 2010年妮科尔        | 内格里尔   | [ 9 ]  |
| 5      | 938.3  | 1973年吉尔达        | 顶山       | [ 7 ]  |
| 6      | 863.6  | 1979年6月热带低气压 | 西牙买加   | [ 10 ] |
| 7      | 823.0  | 1988年吉尔伯特      | 内陆山脉   | [ 8 ]  |
| 8      | 720.6  | 2004年伊万          | 里奇斯     | [ 11 ] |
| 9      | 713.5  | 2012年桑迪          | 米尔班克   | [ 12 ] |
| 10     | 690.9  | 2002年伊西多尔      | 棉树沟     | [ 13 ] |

## 影响
受风暴的前身低气压区影响，牙买加从11月5日就开始降下暴雨。之后随气旋增强和逼近，该国又降下更多雨量。11月5至11日，京斯敦的降雨量高达773毫米。银山种植园降水更多，11月5至9日共有2908毫米，11月4至11日更高达3429毫米。暴雨引发重大洪灾，约有50万香蕉植株被洪水摧毁，占该国总量约五分之一:20。金斯敦附近的水厂被毁，多条隧道和铁路因山体滑坡阻塞，许多桥梁和公路受损或被毁，导致众多城镇同外界的交通中断，救灾工作也受到影响。安诺托贝的洪水有近一米深。牙买加各地的洪灾共导致30人死亡，损失数额估计达700万美元。洪灾过后，该国政府拨款约15万美元用于修复损伤。
邻近的海地也降下瓢泼大雨，引发重大洪灾:20。降雨量据报超过610毫米，在该国各地引起山体滑坡和大面积洪灾:20。由于大部分道路不是被毁便是被淹，海地的初步灾情报告无法及时经新闻媒体披露。飓风过去数天后，才开始有报导称风暴对该国造成重大破坏。戈纳伊夫附近的河流泛滥成灾，全城都被淹没，居民只能躲到楼上或屋顶。城内一座桥梁被汹涌的河水吞没，导致16人遇难。太子港附近也有河流泛滥成灾，将就近区域淹没。
亚基河（Yaqui River）沿线爆发史无前例的洪灾，因此还形成估计长达48公里，深24米的大湖。洪水将许多村庄摧毁，预计有成百上千人遇难。但由于缺乏灾后统计，海地能够确定的经济损失仅有300万美元，估计实际数值要高得多。该国经确定有166人死亡，但也有多份报导认为海地可能有数百人丧生。确认的死者大部分来自西北省，共有150人。